# Elphos hymenaria
Elphos hymenaria är en fjärilsart som beskrevs av Achille Guenée 1858. Elphos hymenaria ingår i släktet Elphos och familjen mätare. Inga underarter finns listade i Catalogue of Life.